# Église Saint-Barthélemy de Bélesta
Pour les articles homonymes, voir église Saint-Barthélemy.
Ne doit pas être confondu avec église Saint-Barthélemy de Jonqueroles.
L'église Saint-Barthélemy de Bélesta est une église romane située à Bélesta, dans le département français des Pyrénées-Orientales.

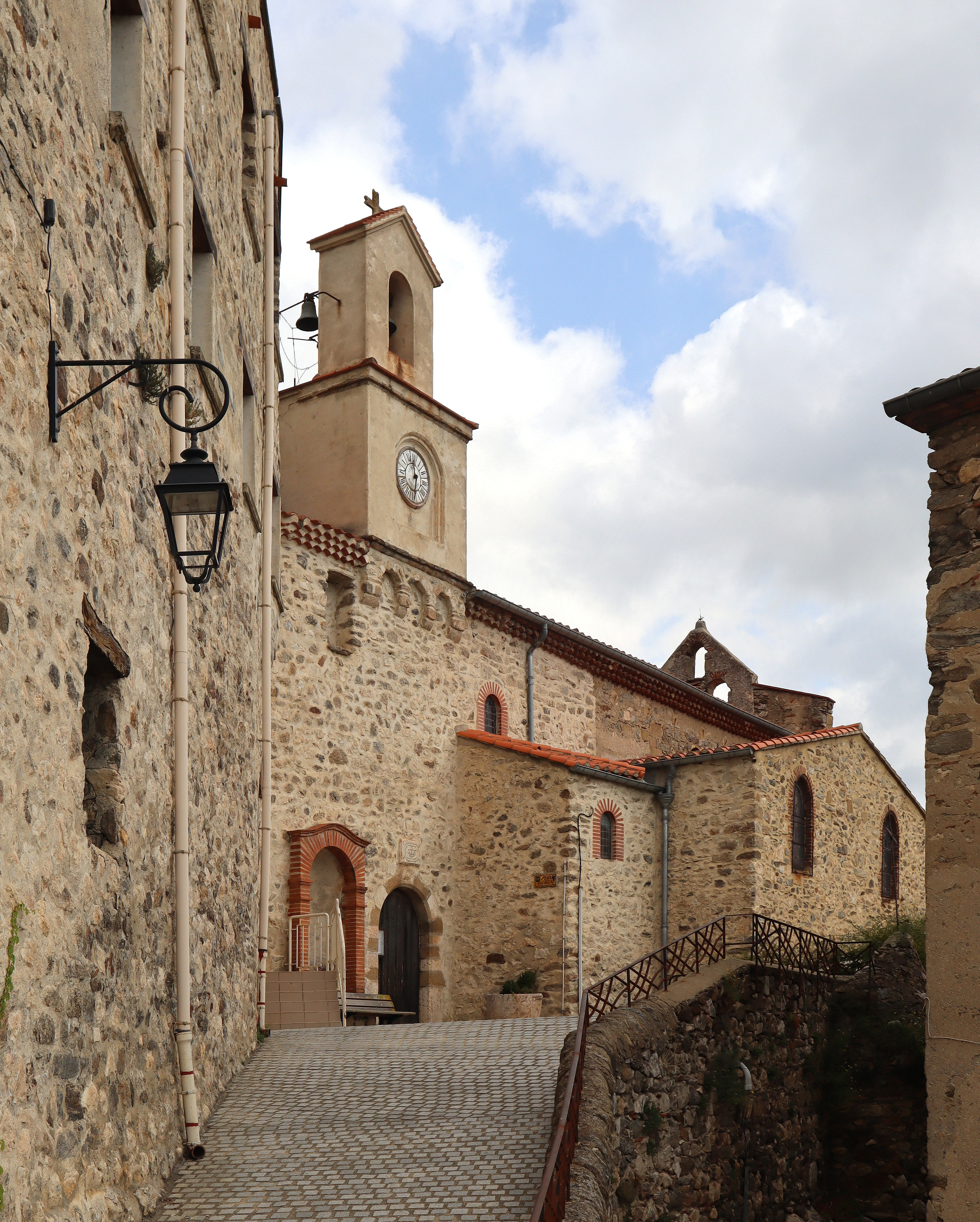
Vue ouest
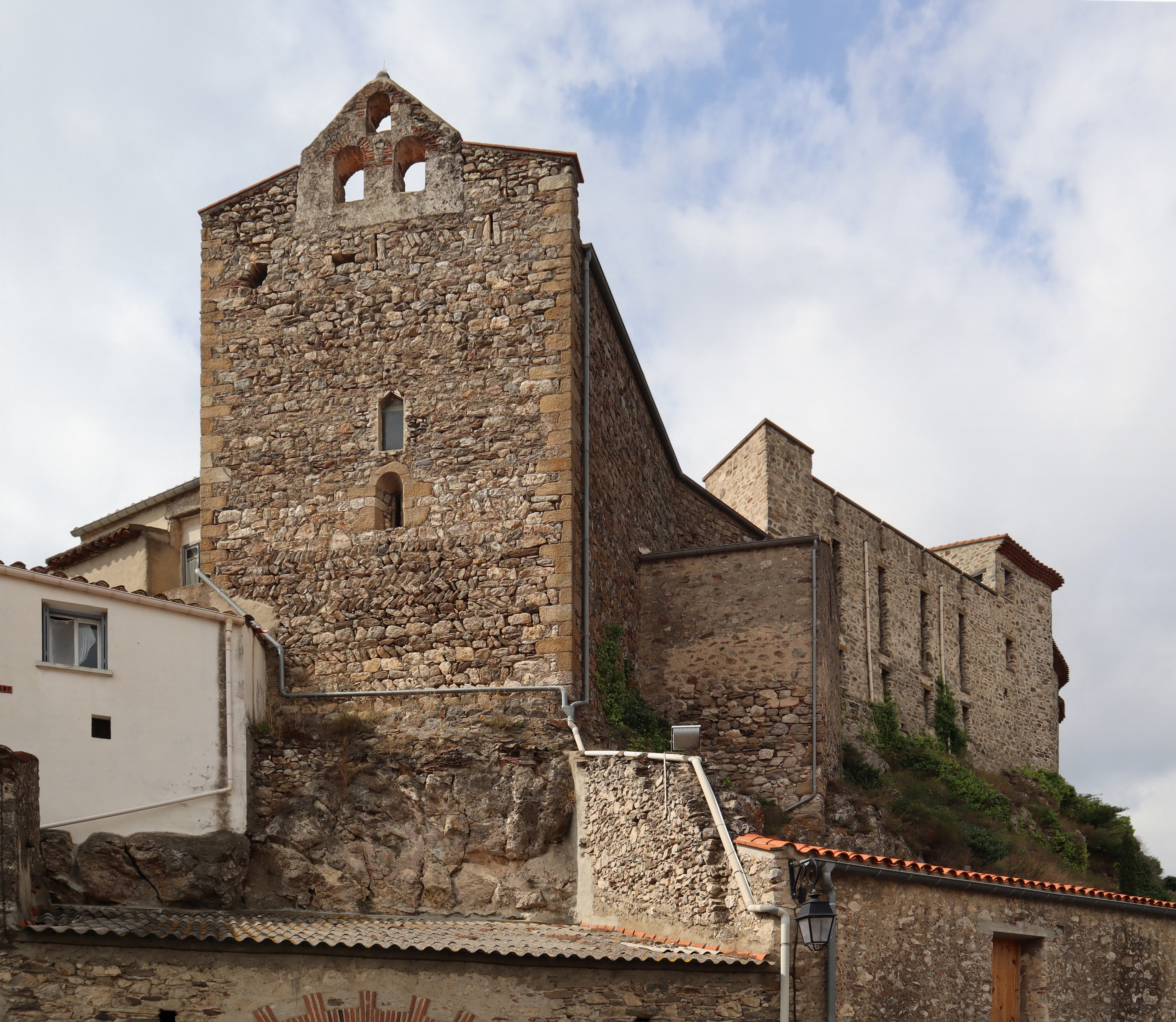
Vue nord-est
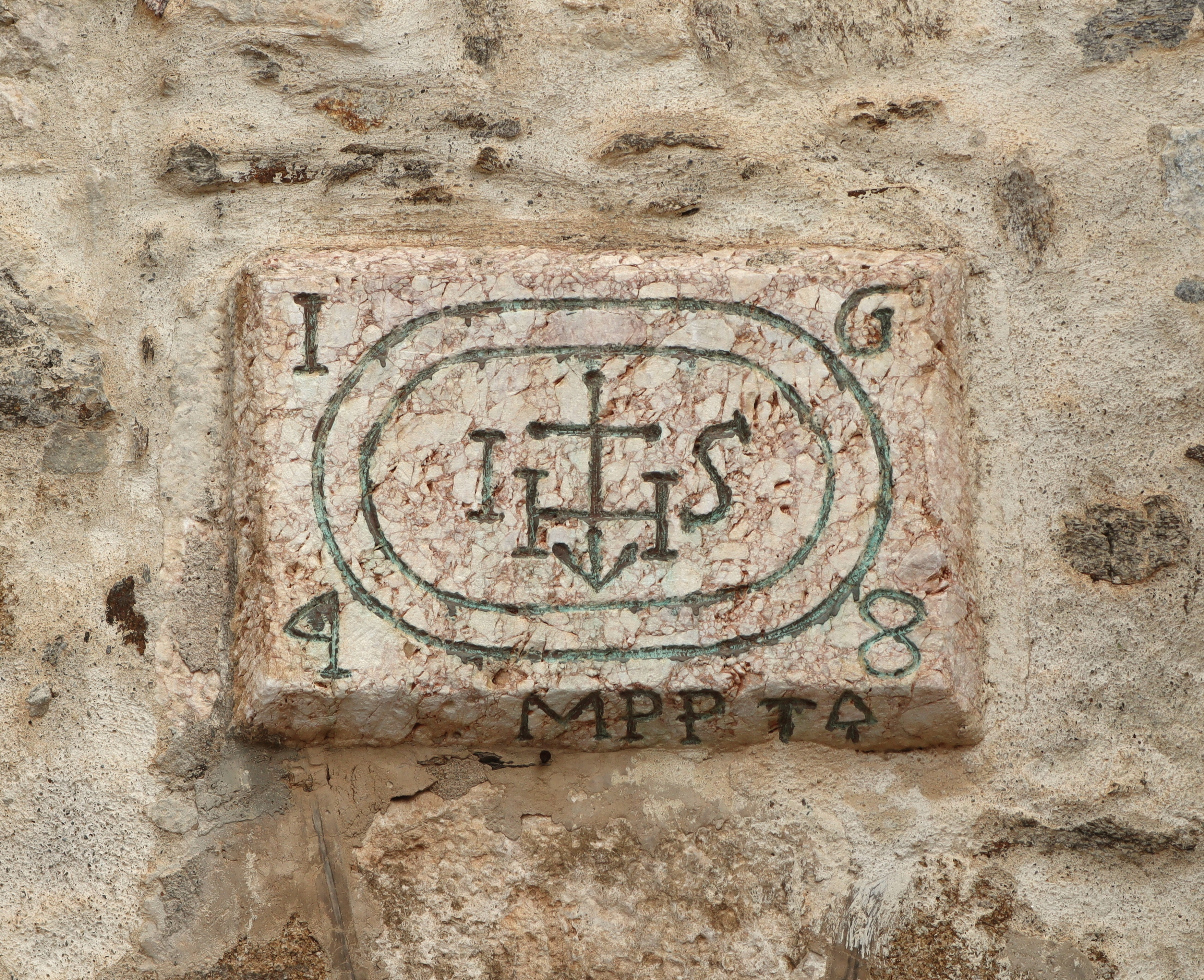
Inscription au-dessus du portail avec la date 1648